# 청춘 고백
"청춘 고백"은 1968년 공개된 대한민국의 영화이다.

## 배역
- 신성일
- 고은아
- 남정임
- 최남현
- 박병호
- 이예춘
- 트위스트 김